# Emma Giammattei
Emma Giammattei (Castellammare di Stabia, 18 marzo 1949) è una critica letteraria italiana, docente emerito di Letteratura italiana presso l’Università degli Studi Suor Orsola Benincasa di Napoli e docente di Storia della critica letteraria presso l’Istituto italiano per gli studi storici fondato da Benedetto Croce.
È Presidente del Comitato scientifico per l’Edizione nazionale delle opere di Giovanni Gentile, e dirige per l’Istituto dell’Enciclopedia Italiana il Dizionario Biografico e tematico delle Donne in Italia.

## Biografia
Si è formata nell'università Federico II di Napoli, alla scuola di Salvatore Battaglia. Ha vinto il concorso nazionale a cattedra del 1995 ma ha poi preso servizio come professore straordinario presso l'università di Cagliari. Dopo il triennio obbligatorio, è diventata professore ordinario ed è tornata a Napoli.

## Attività di ricerca
Ha studiato inizialmente l'opera di Ennio Flaiano, di cui ha pubblicato per Rizzoli le prime edizioni postume (Diario degli errori, 1976; Un bel giorno di libertà. Scritti giornalistici, 1978; Lo spettatore addormentato, 1983); per questo suo lavoro ha vinto il Premio Flaiano per la narrativa nel 1976.
Ha quindi lavorato principalmente intorno all'opera di Benedetto Croce, considerata innanzi tutto come testo, inaugurando la filologia dei testi crociani attraverso strumenti ermeneutici di natura linguistico-retorica (Retorica e idealismo. Croce nel primo Novecento, 1987).  Dopo questo volume, e dopo l'edizione del carteggio Croce-Prezzolini nel 1990, ha dedicato al critico e filosofo altri studi, tra i quali La Biblioteca e il Dragone. Croce, Gentile e la letteratura nel 2001 e I dintorni di Croce. Tra figure e corrispondenze nel 2009.
Nel libro La lingua laica. Una tradizione italiana, del 2008, ha esplorato la tradizione del pensiero laico, da Cuoco a Cattaneo, da Leopardi a Croce, sostenendo l'ipotesi critica che esista uno stile del pensiero laico, riconoscibile non tanto nei contenuti concettuali quanto nel carattere costante dell'enunciazione e dalle figure retorico-argomentative.
Nel 2011 ha curato, per l’editore Ricciardi (ora Istituto dell’Enciclopedia italiana), l’edizione delle Opere di Giosuè Carducci, in due volumi (Prose e Poesie).
Ha pubblicato nel 2015, con Gianluca Genovese, Il racconto italiano della Grande guerra. Narrazioni, corrispondenze, prose morali (1914-1921), che contiene in prima edizione integrale e commentata testi importanti, sebbene in taluni casi poco noti, della letteratura della Prima Guerra Mondiale.
Si è interessata del concetto di paesaggio tra esperienza estetica, forma archetipica e genere artistico-letterario curando per la  collana “Voci” dell’Istituto dell’Enciclopedia Italiana Treccani il vol. Paesaggi. Una storia contemporanea (2019).
Ha curato nel 2023, con Amedeo Lepore, l’edizione di un libro tornato di straordinaria attualità, La grande illusione. Studio sulla potenza militare in rapporto alla prosperità delle nazioni, manifesto del pacifismo liberale e del pensiero liberista che fece ottenere al suo autore, Norman Angell, il Nobel per la Pace nel 1933.
Ha curato nel 2023, in un volume che contiene anche un saggio di Gennaro Sasso, l'edizione delle relazioni Antistoricismo e Difesa della poesia tenute ad Oxford da Benedetto Croce rispettivamente nel 1930 e nel 1934.
Ha pubblicato nel 2024 Il redivivo, storia del ritrovamento di un quaderno autografo di Pasquale Croce, padre di Benedetto, che consente di rileggere in una luce diversa la biografia del filosofo.

## Ruoli extra-universitari
- Membro del Consiglio Scientifico dell'Istituto dell'Enciclopedia Italiana fondato da Giovanni Treccani, dal 2004
- Consigliere della Fondazione Treccani Cultura, dal 2018
- Componente del Comitato scientifico per l'Edizione Nazionale delle opere di Benedetto Croce, nominata dal Presidente della Repubblica
- Socio benemerito della Società napoletana di Storia Patria
- Socio ordinario dell'Accademia Pontaniana
- Membro della giuria del Premio Viareggio

## Opere
- Solitudine del moralista, Napoli, 1985. ISBN 88-207-1511-2
- Retorica e idealismo. Croce nel primo Novecento, Bologna, 1987. ISBN 88-15-01521-3
- curatela di Benedetto Croce e Giuseppe Prezzolini, Carteggio, Roma, 1990
- curatela di Benedetto Croce, Dalle memorie di un critico. Con un'aggiunta di lettere inedite, Fiorentino, Napoli, 1993. Edizione fuori commercio in 100 esemplari.
- La Biblioteca e il Dragone. Croce, Gentile e la letteratura, Napoli, 2001
- Il romanzo di Napoli. Storia e geografia letteraria nei secoli XIX e XX, Napoli, 2003; seconda edizione accresciuta, Napoli, Guida, 2016
- La lingua laica. Una tradizione italiana, Venezia, 2008
- I dintorni di Croce. Tra figure e corrispondenze, Napoli, 2009
- curatela di Giosuè Carducci, Opere, volume I Prose e volume II Poesie, Roma, Ricciardi, 2011
- curatela, con Gianluca Genovese, di Il racconto italiano della Grande guerra. Narrazioni, corrispondenze, prose morali (1914-1921), Ricciardi, Roma, 2015
- curatela di 'Paesaggi. Una storia contemporanea, Istituto dell’Enciclopedia Italiana Treccani, Roma, 2019

## Riconoscimenti e onorificenze
- Premio Flaiano per la narrativa, 1976, per l'edizione postuma di Ennio Flaiano, Diario degli errori[4].
- Premio Internazionale Calabria per la saggistica letteraria, 2004, per Il romanzo di Napoli
- Premio Internazionale di Narrativa, Saggistica e Poesia edita "Antonio Sebastiani" (Il Minturno), 2004, per Il romanzo di Napoli
- Premio «Maria Teresa Messori Roncaglia e Eugenio Mari» dell'Accademia nazionale dei Lincei, 2017, per la sua attività culturale e scientifica[9]
- Commendatore dell'Ordine al Merito della Repubblica italiana, 2020, per meriti culturali e scientifici[10]